# شاه اشرفی
گل شاه اشرفی یا ستاره (نام علمی: Cosmos) نام یک سرده است. این سرده در حدود ۲۰ تا ۲۶ گونه دارد که (به انگلیسی: Cosmos) نامیده میشوند. این گیاه یکساله یا چند ساله است و از خانواده گل‌ستاره‌ای‌هاست. و بومی آمریکای مرکزی و جنوبی می‌باشد. 

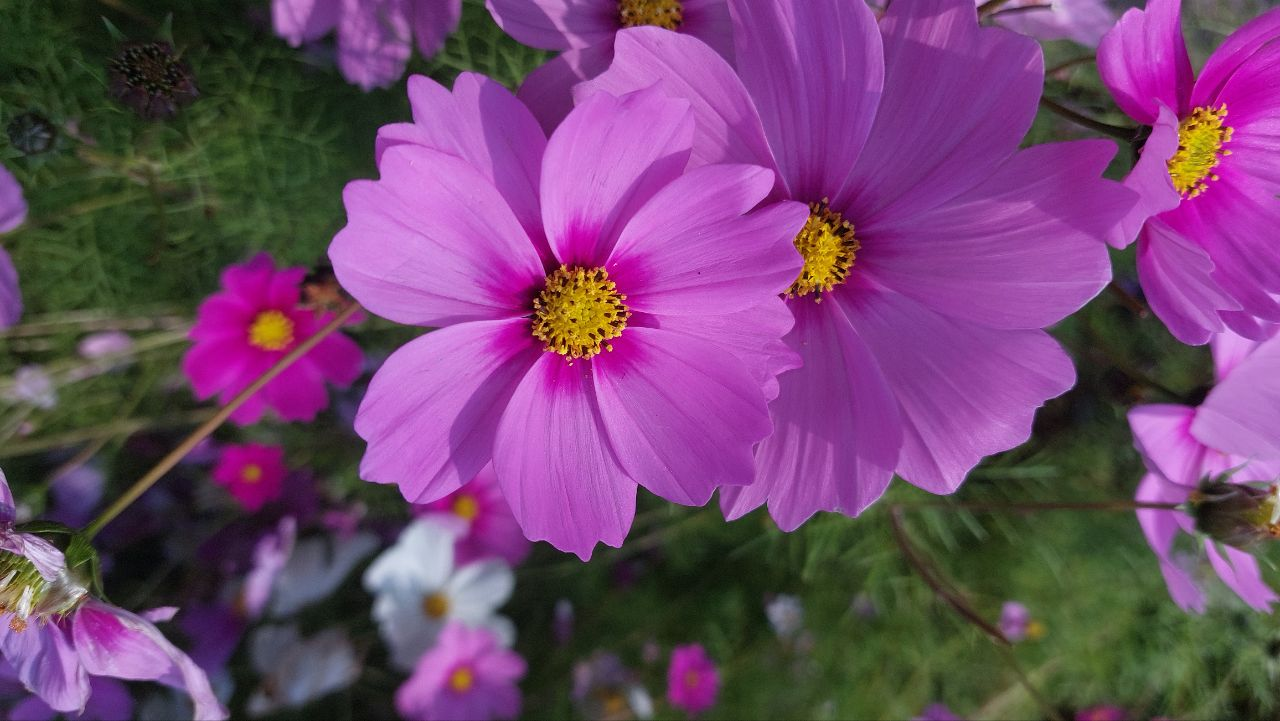
گل شاه اشرفی یا ستاره

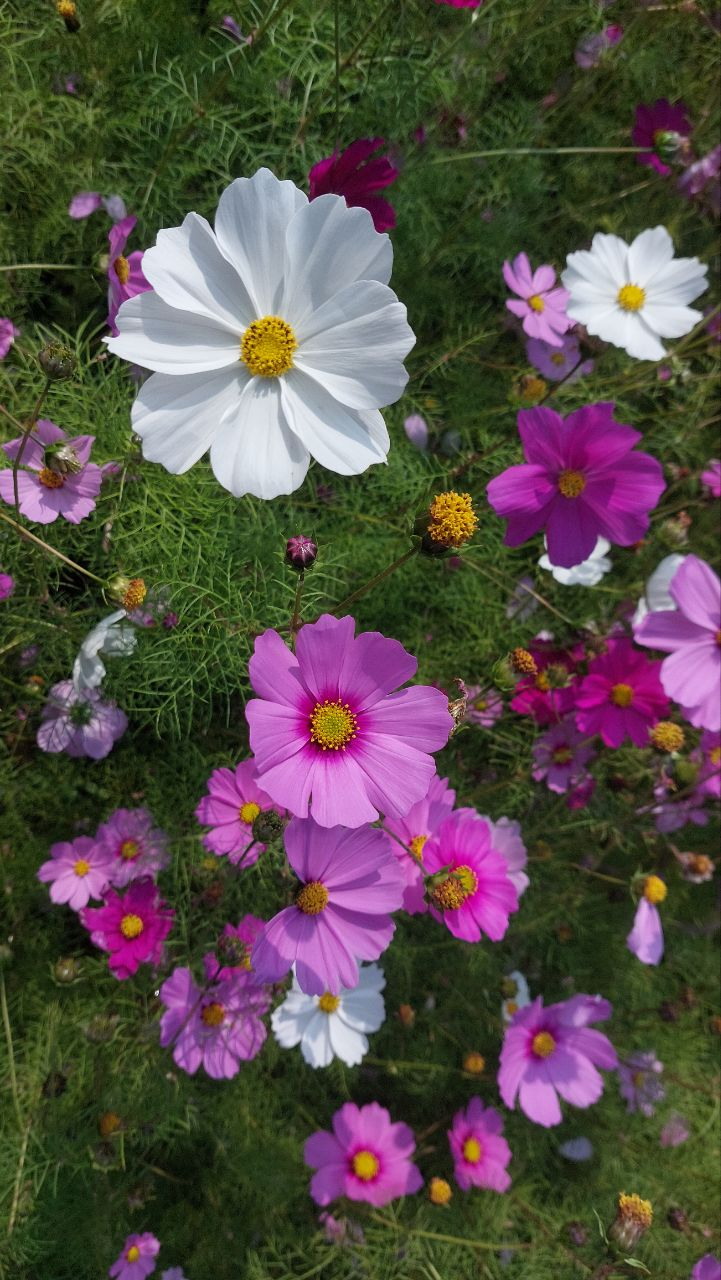
گل شاه اشرفی

## نگارخانه

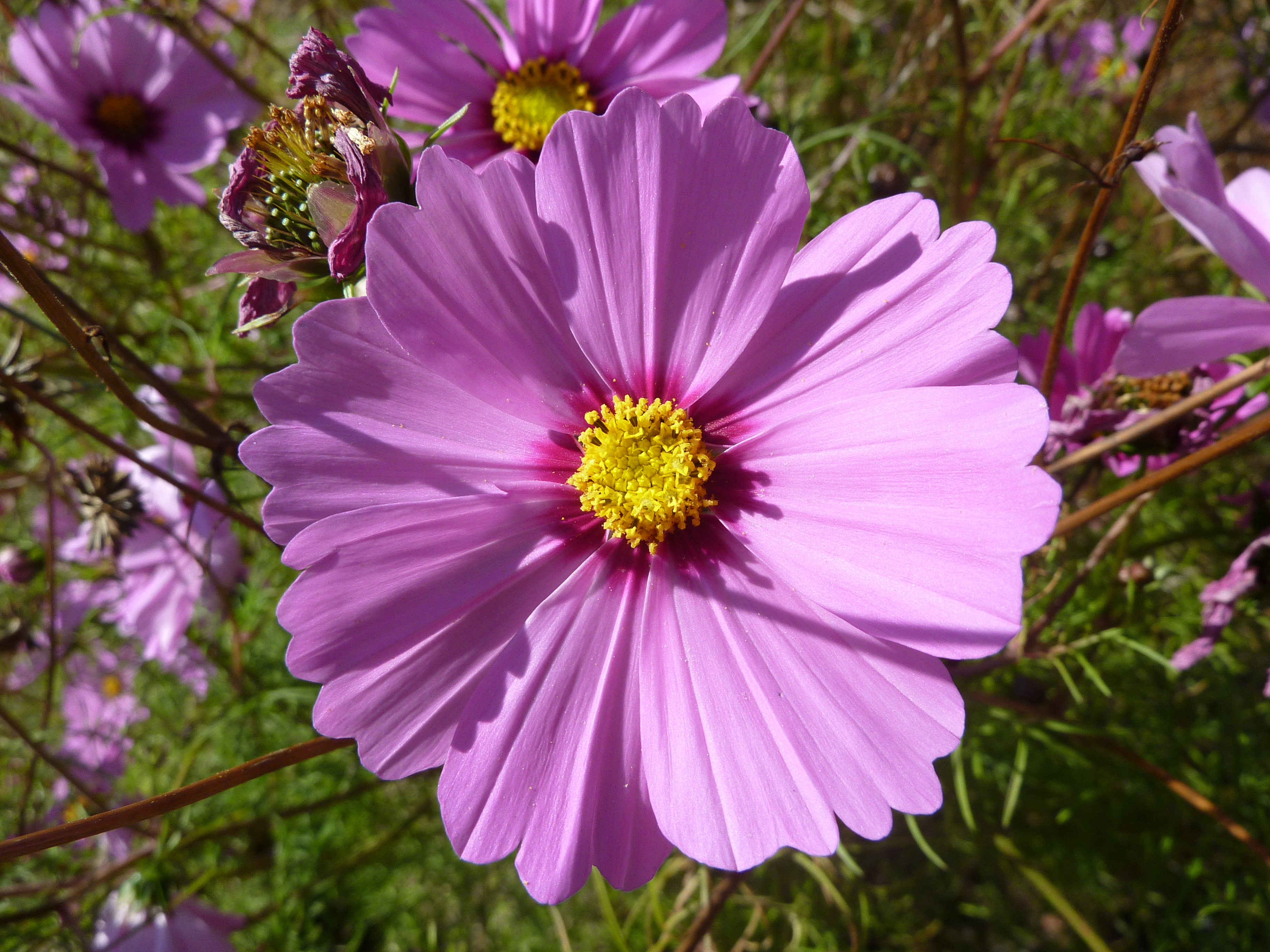
یک گونه از گل شاه اشرفی به نام Cosmos bipinnatus
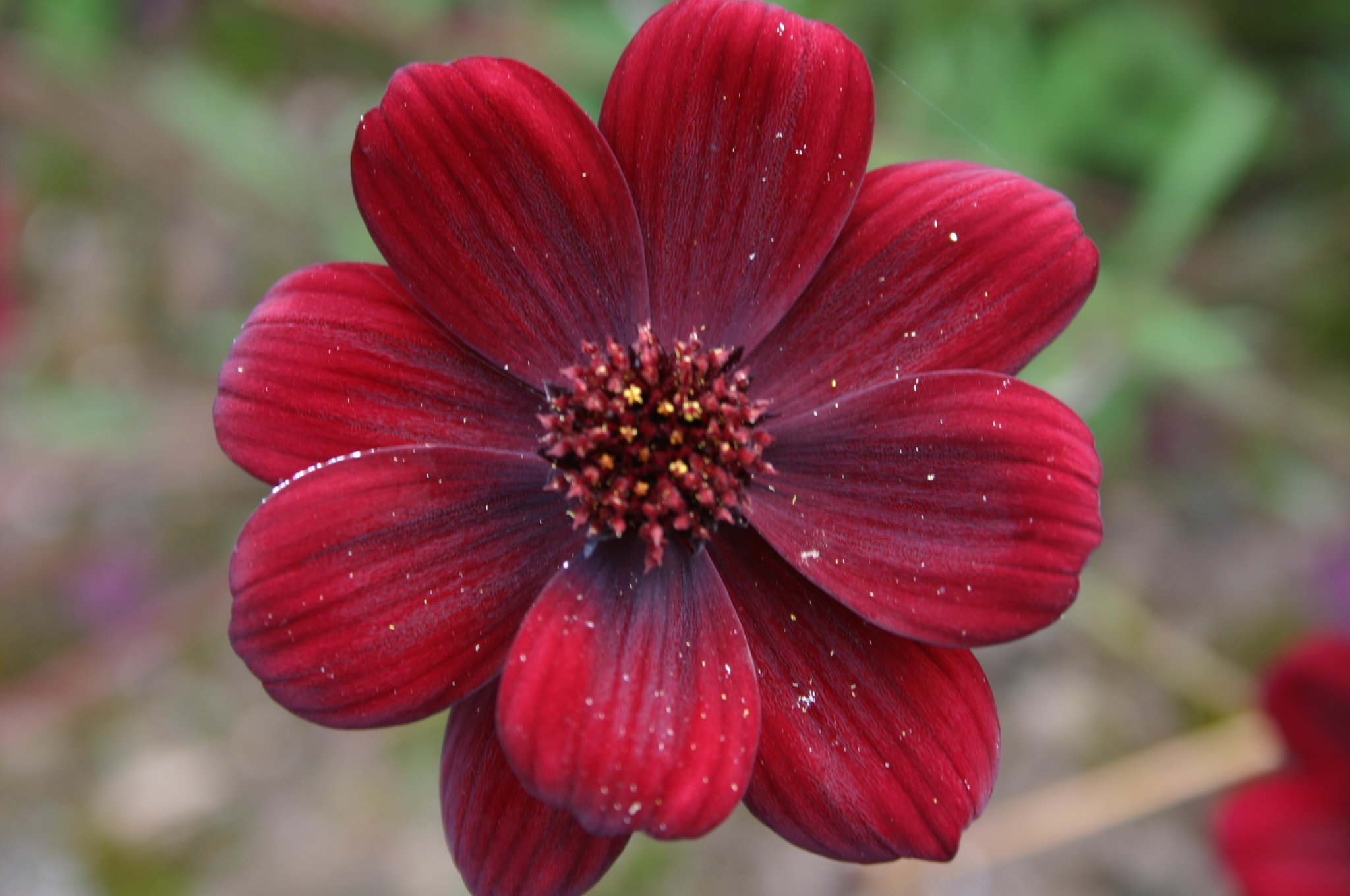
یک گونه از گل شاه اشرفی به نام Cosmos atrosanguineus
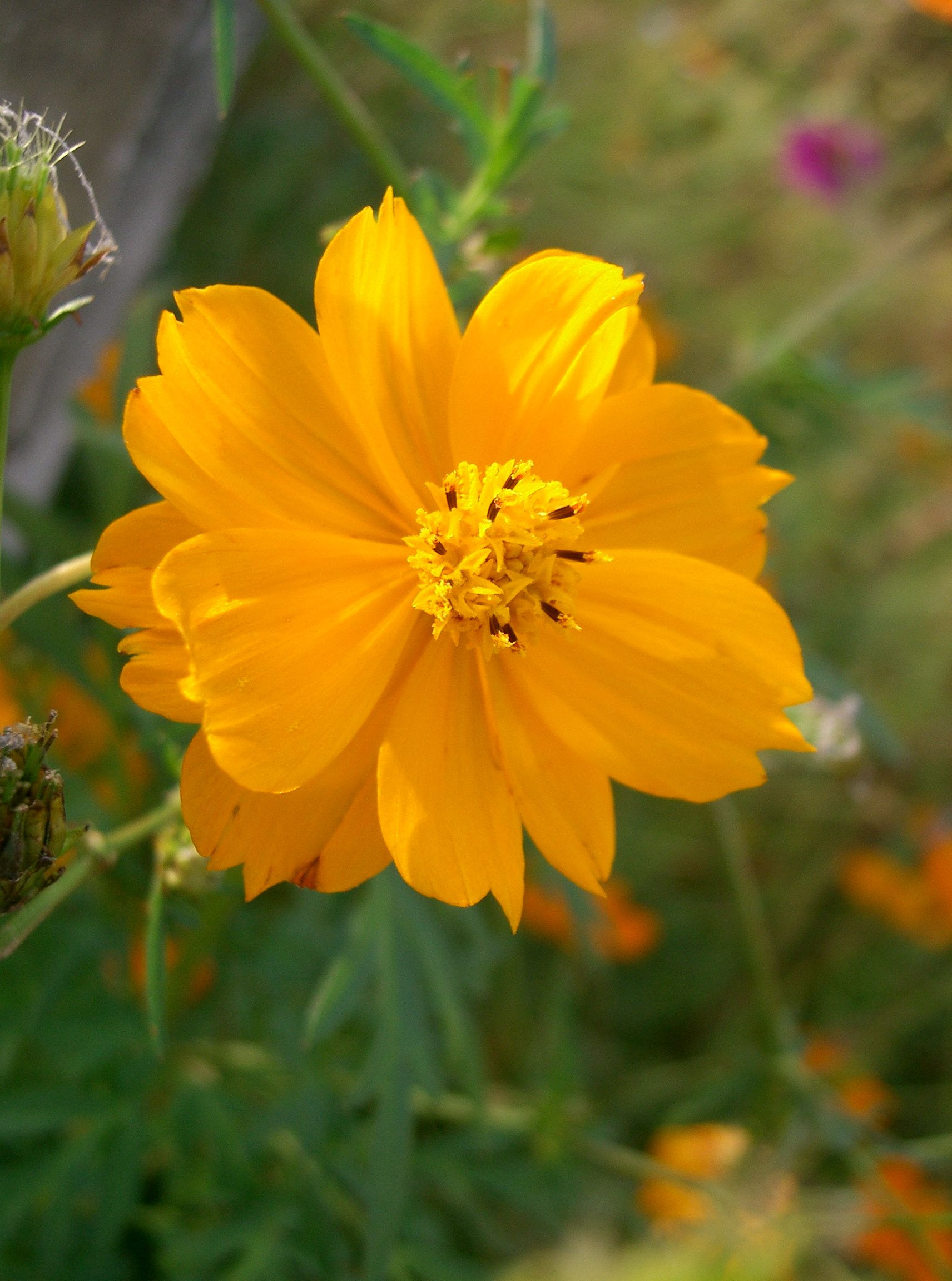
یک گونه از گل شاه اشرفی به نام Cosmos sulphureus [[File:گل شاه اشرفی.jpg|thumb|گل شاه اشرفی]]